# ESSA-1
Le ESSA-1 (1966-008A) est le premier d'une série de satellites météorologiques en orbite polaire héliosynchrone lancés par l'agence Environmental Science Services Administration des États-Unis, prédécesseur de l'agence National Oceanic and Atmospheric Administration. Sa mission est de prendre des photos des nuages comme outil à la prévision météorologique. Lancé le 3 février 1966 à 07 h 41 TU sur une orbite de 702 x 845 km, il reste actif jusqu'au 6 octobre 1966 quand le système de caméras tombe en panne, avant d'être mis à la retraite le 8 mai 1967.

## Description
Le satellite est un polygone à 18 côtés de 107 cm de diamètre et 56 cm de hauteur. Il est fait en alliage d'aluminium et d'acier, pesant 304 kilogrammes. Son extérieur est recouvert de 9 100 cellules photovoltaïques pour recharger les 21 accumulateurs au nickel-cadmium qui font fonctionner son appareillage. Ce dernier est composé de deux caméras de télévision, une de chaque côté de son axe vertical de rotation, ce qui permet de toujours avoir une des caméras pointant vers la Terre. Son électronique est la même que celle de TIROS-9.

## Lancement et orbite
ESSA-1 est lancé par la NASA depuis la base de lancement de Cap Canaveral, en Floride, le 3 février 1966, à bord d'un lanceur Delta C à trois étages. L'orbite héliosynchrone a un angle de 97,9° et la rotation est rétrograde par rapport à celle de la Terre. Le satellite tourne sur lui-même selon un axe perpendiculaire à l'orbite et tangent à la surface terrestre. Le ESSA-1 est donc capable de photographier quotidiennement les mêmes endroits aux mêmes temps.